# WTT Feeder 2023
Die WTT-Feeder-Turniere des ITTF fanden 2023 in ihrer 3. Austragung statt, organisiert durch World Table Tennis. Sie begannen am 22. Januar mit dem WTT Feeder Doha I und endeten am 17. Dezember mit dem WTT Feeder Biella.

## Turniere
| Nr. | Turnier                      | Ort               | Datum         | Gewinner Männer     | Gewinner Männer                  | Gewinnerinnen Frauen | Gewinnerinnen Frauen               | GewinnerInnen Mixed              | Preis- geld | [ 1 ]  |
| Nr. | Turnier                      | Ort               | Datum         | Einzel              | Doppel                           | Einzel               | Doppel                             | GewinnerInnen Mixed              | Preis- geld | [ 1 ]  |
| --- | ---------------------------- | ----------------- | ------------- | ------------------- | -------------------------------- | -------------------- | ---------------------------------- | -------------------------------- | ----------- | ------ |
| 1   | WTT Feeder Doha I            | Doha              | 22.1.–26.1.   | Xu Yingbin          | Yuan Licen Xiang Peng            | He Zhuojia           | Qian Tianyi Shi Xunyao             | Lin Shidong Kuai Man             | $ 20.000    | [ 2 ]  |
| 2   | WTT Feeder Amman             | Amman             | 1.2.–4.2.     | Cao Wei             | Chen Yuanyu Lin Shidong          | Kuai Man             | Qin Yuxuan Han Feier               | Lin Shidong Kuai Man             | $ 20.000    | [ 3 ]  |
| 3   | WTT Feeder Düsseldorf I      | Düsseldorf        | 14.2.–17.2.   | Cedric Meissner     | Sai Linwei Cao Wei               | Annett Kaufmann      | Huang Yi-Hua Huang Yu-Jie          | Cedric Meissner Yuan Wan         | $ 20.000    | [ 4 ]  |
| 4   | WTT Feeder Düsseldorf II     | Düsseldorf        | 21.2.–24.2.   | Yuta Tanaka         | Liang Guodong Niu Guankai        | Qin Yuxuan           | Chantal Mantz Yuan Wan             | Park Gang-hyeon Kim Nayeong      | $ 20.000    | [ 5 ]  |
| 5   | WTT Feeder Antalya           | Antalya           | 27.3.–1.4.    | Andreas Levenko     | Quek Izaac Pang Yew En Koen      | Miwa Harimoto        | Miwa Harimoto Minami Ando          | Chew Zhe Yu Clarence Zeng Jian   | $ 20.000    | [ 6 ]  |
| 6   | WTT Feeder Havířov           | Havířov           | 27.7.–30.7.   | An Jae-hyun         | Niu Guankai Sai Linwei           | Ni Xialian           | Yang Huijing Shi Xunyao            | Ľubomír Pištej Tatiana Kukulkova | $ 20.000    | [ 7 ]  |
| 7   | WTT Feeder Olmütz            | Olmütz            | 22.8.–27.8.   | Anders Lind         | Xue Fei Zhou Kai                 | Chen Yi              | Chen Yi Qi Fei                     | Zhou Kai He Zhuojia              | $ 40.000    | [ 8 ]  |
| 8   | WTT Feeder Panagjurischte    | Panagjurischte    | 29.8.–3.9.    | Simon Gauzy         | Anders Lind Antoine Hachard      | He Zhuojia           | Han Feier He Zhuojia               | Zhou Kai He Zhuojia              | $ 40.000    | [ 9 ]  |
| 9   | WTT Feeder Bangkok           | Bangkok           | 4.9.–9.9.     | Maharu Yoshimura    | Chen Junsong Zhu Jiaqi           | Sakura Mori          | Fan Shuhan Qin Yuxuan              | Huang Youzheng Qin Yuxuan        | $ 20.000    | [ 10 ] |
| 10  | WTT Feeder Stockholm         | Stockholm         | 2.10.–7.10.   | Truls Möregårdh     | Truls Möregårdh Anton Källberg   | Sakura Mori          | Sarah de Nutte Ni Xialian          | Mattias Falck Linda Bergström    | $ 20.000    | [ 11 ] |
| 11  | WTT Feeder Doha II           | Doha              | 17.10.–19.10. | Jonathan Groth      | Cedric Nuytinck Jakub Dyjas      | Zeng Jian            | Christina Källberg Linda Bergström | Yiu Kwan To Ng Wing Lam          | $ 20.000    | [ 12 ] |
| 12  | WTT Otočec WO                | Otočec            | 1.1.–1.1.     | Kirill Gerassimenko | Xue Fei Cao Wei                  | Liu Weishan          | María Xiao Adina Diaconu           | Liu Dingshuo Liu Weishan         | $ 20.000    | [ 13 ] |
| 13  | WTT Feeder Vila Nova de Gaia | Vila Nova de Gaia | 22.11.–25.11. | Steffen Mengel      | Emmanuel Lebesson An Jae-hyun    | Shi Xunyao           | Wu Yangchen Qi Fei                 | Zhou Kai He Zhuojia              | $ 20.000    | [ 14 ] |
| 14  | WTT Feeder Düsseldorf III    | Düsseldorf        | 27.11.–1.12.  | Steffen Mengel      | Ricardo Walther Cedric Meissner  | He Zhuojia           | He Zhuojia Wang Tianyi             | Zhou Kai He Zhuojia              | $ 20.000    | [ 15 ] |
| 15  | WTT Feeder Biella            | Biella            | 12.12.–17.12. | Benedikt Duda       | Esteban Dorr Florian Bourrassaud | María Xiao           | Asuka Sasao Misuzu Takeya          | Ľubomír Pištej Barbora Balážová  | $ 20.000    | [ 16 ] |